# Danny Federici

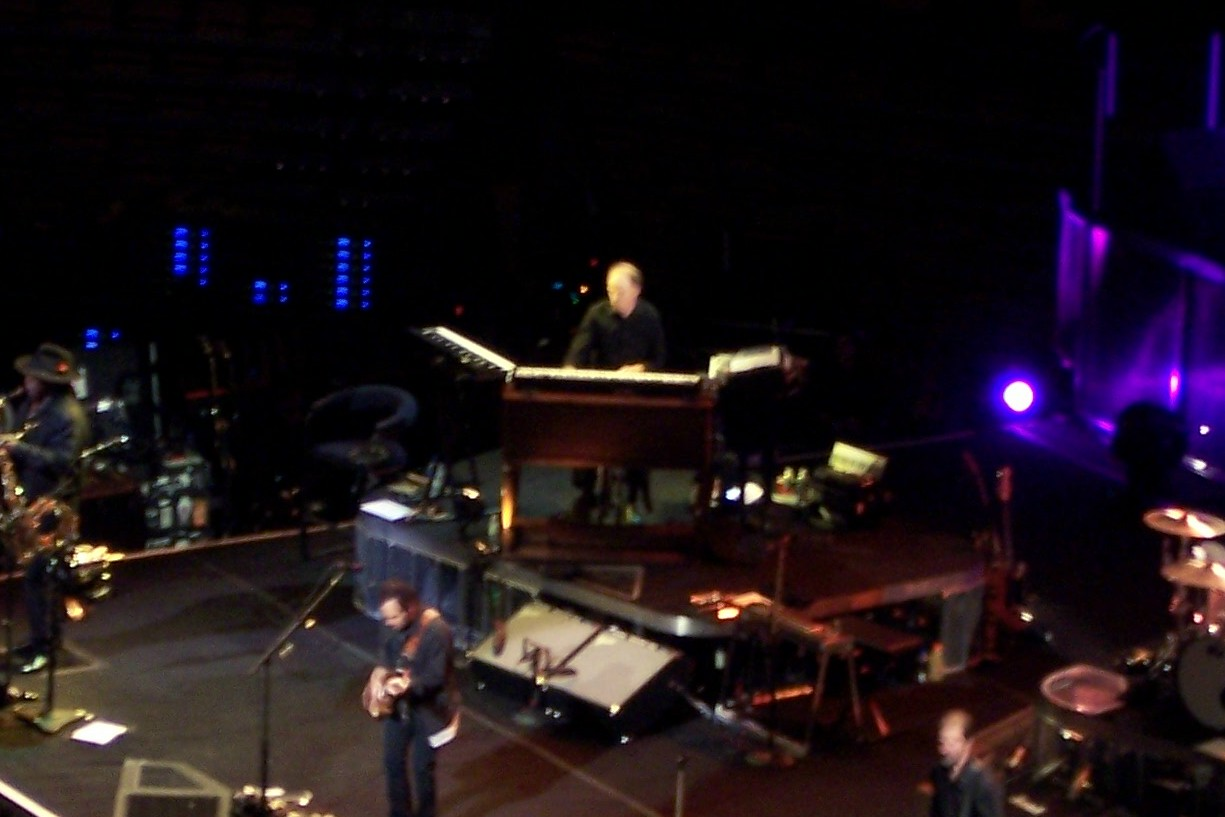
Danny Federici, 2007

Daniel Paul „Danny“ Federici (* 23. Januar 1950 in Flemington, New Jersey; † 17. April 2008 in New York City, New York) war ein amerikanischer Musiker. Seine größten Erfolge feierte er mit der E Street Band um den Rockmusiker Bruce Springsteen.

## Leben und Wirken
Im Alter von sieben Jahren wurde er – ähnlich wie Bruce Springsteen – von einer Fernseh-Show inspiriert, ein Instrument zu erlernen. Nur waren es in seinem Fall nicht die Ed Sullivan Show und nicht die Gitarre, sondern die Lawrence Welk Show und das Akkordeon. In den späten 1960er-Jahren (erstmals wohl 1967) traf er Bruce Springsteen in Asbury Park, wo viele junge Musiker versuchten, sich in diversen Bands über Wasser zu halten. Schon in Springsteens Rockband „Steel Mill“ war Federici dabei, später in der „Bruce Springsteen Band“ und seit Anfang der 1970er als Gründungsmitglied der E Street Band. Von der Band bekam er auch seinen Spitznamen „Phantom“, weil er auf der Bühne immer so gut wie unsichtbar blieb. Seine Instrumente waren neben dem Akkordeon die Orgel (Vox Continental, Farfisa, Hammond B3) und gelegentlich das Glockenspiel wie bei Badlands zu hören.
Mit Bruce Springsteen und der E Street Band feierte Federici viele Erfolge, den größten sicherlich mit der LP Born in the U.S.A. und der anschließenden Welttournee 1984/85. Nachdem Springsteen die E Street Band 1989 vorübergehend aufgelöst hatte, widmete sich Federici zunächst ganz seiner Familie. Später veröffentlichte er ein Flemington genanntes Album mit instrumentalem Jazzrock. Ein zweites Album mit ähnlichen Stücken, Out of a Dream, folgte 2005.
Ungefähr zu dieser Zeit wurde bei ihm eine besonders gefährliche Form von Hautkrebs diagnostiziert. Davon erfuhr die Öffentlichkeit zunächst jedoch nichts. Federici war 2007 an den Aufnahmen zu Bruce Springsteens Album Magic beteiligt und tourte anschließend mit der E Street Band durch die USA. Erst gegen Ende dieses ersten Teils der Magic-Tour wurde bekanntgegeben, dass Federici die Band aus gesundheitlichen Gründen nicht nach Europa würde begleiten können. Charles Giordano rückte an seine Stelle. Nach Rückkehr der Band in die USA spielte Federici am 20. März 2008 in Indianapolis noch ein letztes Konzert mit der E Street Band, der er seit über 35 Jahren angehörte.
Danny Federici starb am 17. April 2008 im Memorial Sloan-Kettering Cancer Center in New York City. Er hinterließ seine Frau, einen Sohn und zwei Töchter. Springsteens nächste Platte Working on a Dream wurde ihm gewidmet.

## Diskografie

### Solo
- Flemington (1997)
- Danny Federici (2001)
- Sweet (2004)
- Out of a Dream (2005)

### Mit Bruce Springsteen
- Greetings from Asbury Park, N.J. (1973)
- The Wild, the Innocent & the E Street Shuffle (1973)
- Born to Run (1975)
- Darkness on the Edge of Town (1978)
- The River (1980)
- Born in the U.S.A. (1984)
- Live 1975–85 (1986)
- Tunnel of Love (1987)
- Chimes of Freedom (1988)
- Greatest Hits (1995)
- Blood Brothers (1996)
- Tracks (1998)
- 18 Tracks (1999)
- Live in New York City (2001)
- The Rising (2002)
- The Essential Bruce Springsteen (2003)
- Hammersmith Odeon, London ’75 (2006)
- Magic (2007)
- Magic Tour Highlights (2008)
- The Promise (2010)